# M 65 (галактика)
M 65 (Messier 65, Мессье 65, другие обозначения — NGC 3623, IRAS11163+1322, UGC 6328, ZWG 67.54, MCG 2-29-18, VV 308, ARP 317, PGC 34612) — галактика в созвездии Лев.
Этот объект входит в число перечисленных в оригинальной редакции «Нового общего каталога».
В галактике вспыхнула сверхновая SN 2013am типа II, её пиковая видимая звездная величина составила 15,6.
Галактика NGC 3623 входит в состав группы галактик NGC 3627. Помимо NGC 3623 в группу также входят NGC 3593, M66, NGC 3627, NGC 3628, NGC 3596 и NGC 3666.

## Наблюдения

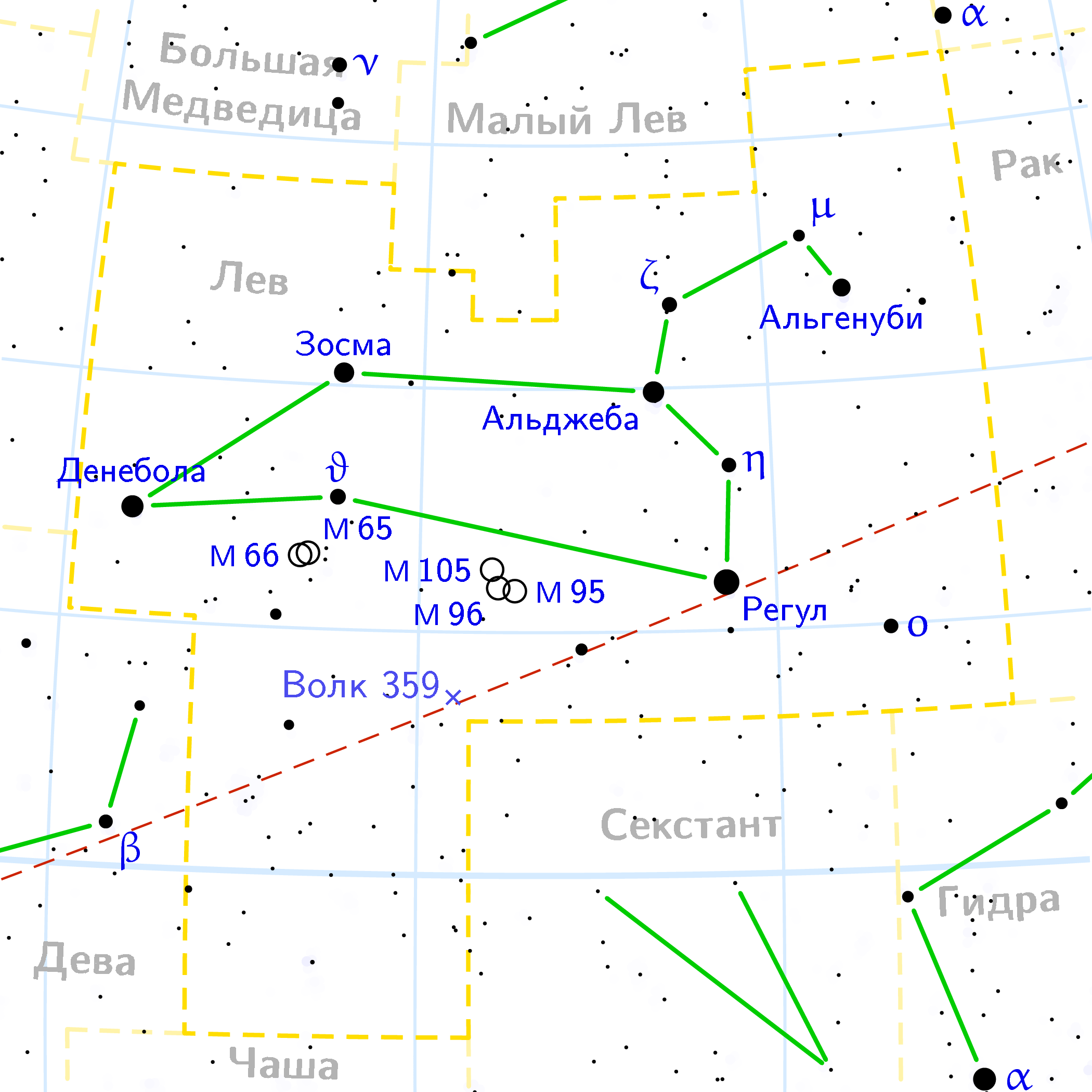
M 65 в созвездии Льва

M 65 вместе с М66 и NGC 3628 образуют, пожалуй, самое замечательное трио спиральных галактик «Триплет Льва». Все три галактики достаточно яркие, чтобы увидеть их даже и в хороший бинокль (NGC 3628 с трудом). Лучшее время для наблюдений — зима и весна. Разумеется, наблюдения должны производиться в отсутствии Луны на небе и искусственной засветки от городского освещения.
M 65 расположена почти точно посреди между θ и ι Льва, менее градуса к востоку от довольно яркой 73 Leo (5,3m).
В небольшой любительский телескоп галактика видна как диффузное сильно вытянутое (1:3) эллиптическое пятнышко с ярким почти звездообразным ядром. В двадцати угловых минутах на восток (в одном поле зрения с M65) можно видеть чуть менее вытянутое в том же направлении пятно M 66, а в сорока минутах на север — много более тусклую NGC 3628 видимую с ребра.
В телескоп с апертурой от 300 мм можно попытаться рассмотреть провал яркости на восточном ближнем к нам крае галактики — пылевую полосу. В непосредственной близости от пятна галактики видна пара неярких звезд (12m и 13,5m) переднего плана.

### Соседи по небу из каталога Мессье
- M 66 — (на восток) чуть более раскрытая спиральная галактика — близнец М65;
- M 95 и M 96 — (на запад между звездами 52 и 53 Leo) ещё одна пара похожих друг на друга спиральных галактик, хотя и не такая тесная и яркая как M 65/M 66;
- M 105 — (на запад, к северу от пары M 95/M 96) довольно большая и яркая эллиптическая галактика;
- M 99 — (на восток в Волосах Вероники) ближайшая к M 65 из ярких галактик скопления в Деве

### Последовательность наблюдения в «Марафоне Мессье»
…M 96 → M 105 → M 65 → M 66 → M 81…